# Палаццо Гримани-ди-Сан-Лука
Палаццо Гримани-ди-Сан-Лука (итал. Palazzo Grimani di San Luca, Palazzo Grimani а San Luca) — дворец в Венеции, в сестиере (районе) Сан-Марко. Расположен при впадении канала Святого Луки (Rio di San Luca) в Гранд-канал, недалеко от моста Риальто.

## История
Дворец построен в традициях ренессансной архитектуры по заказу Джироламо Гримани, члена богатой и влиятельной венецианской семьи, отца Марино Гримани, дожа Венеции, в 1556—1575 годах. Автором проекта является архитектор Микеле Санмикели. Считается, что после смерти Санмикели в 1559 году дворец достраивал Джанджакомо деи Гриджи, который добавил верхний этаж.
Дворец был домом семьи Гримани до падения Венецианской республики в 1797 году, и впоследствии семья намеревалась снести его. Новое австрийское правительство в 1805 году приобрело здание, которое было приспособлено под почтовое отделение. В 1818 году палаццо перешло в государственную собственность, а затем в нём разместился апелляционный суд. Между 1972 и 1974 годами дворец был капитально отреставрирован. В настоящее время в здании располагается апелляционный суд Венеции (Corte di Appello di Venezia).

## Архитектура
Члены семьи Гримани владели восемью другими дворцами разных эпох в Венеции, шесть из которых существуют до сих пор. Дворец Гримани ди Сан-Лука является самым грандиозным, его фасад производит внушительное впечатление своими размерами, пропорциями  портала, окон и мощных карнизов. Композиционная схема схожа с композицией Палаццо Корнер делла Ка’Гранде, также в районе Сан-Марко, работы архитектора Якопо Сансовино (1532): три этажа, ордерная разработка фасада, большие арочные окна. Мотив арочного портала первого этажа с более низкими боковыми ассоциируется с древнеримской трёхпролётной триумфальной аркой. Тот же мотив арочных окон повторяется на втором и третьем этажах. Исторический декор интерьеров палаццо не сохранился.
Своё суждение о Палаццо Гримани высказал Джон Рёскин:

 «Из всех зданий Венеции, последовавших за последними пристройками к Дворцу Дожей, самым благородным является Дом Гримани: он состоит из трёх этажей коринфского ордера и в то же время прост, утончён, возвышен и таких колоссальных размеров, что одни и те же здания справа и слева от него, тоже в три этажа, достигают только его первого уровня». Рёскин Дж. Камни Венеции. 1851